# Малюк-каратист 3
Малю́к-карати́ст 3 (англ. The Karate Kid, Part III) — американський бойовик.

## Сюжет
Джон Кріз, тепер розорений і жебрак, відвідує своє додзьо, перш ніж вирушити в особняк, де знаходиться його давній товариш Террі Сільвер, який керує організацією з утилізації ядерних відходів. Террі відправляє Джона у відпустку на Таїті, а потім повідомляє про намір відродити свою організацію карате. Деніел і Міяґі повернулися після відвідин Японії, але повідомляють, що житловий комплекс, в якому живе Деніел, планується забудувати, внаслідок чого Денієл залишиться без даху над головою, а Міяґі - безробітним. Мати Деніела Люсіль повернулася до Нью-Джерсі, щоб доглядати хворого дядька Деніела. Деніел вирішує залишитися у Міяґі і використовує гроші, отримані за навчання в коледжі, щоб відкрити магазин, де вирощуватимуть та стерилізуватимуть дерева бонсай.
Одного разу Деніел відвідує магазин керамічних виробів і знайомиться з Джесікою Ендрюс, до якої у Деніела, мабуть, виникають романтичні почуття, але Джессіка пояснює, що насправді вона приїхала з Колумбуса, штат Огайо, а це означає, що її роман із Деніелом не може тривати довго. До Деніела і Міяґі звертається Террі, який бреше, що Джон помер від серцевого нападу, а потім вибачається за свої минулі провини. Щоб довести свої справжні наміри, Террі таємно збирає своїх учнів з додзьо як поплічників, які вступають у низку зіткнень з Денієлом та Джесікою. Зрештою Деніел і Міяґі виявляють, що запаси дерев бонсай зникли, а заявка на участь у майбутньому турнірі з карате залишилася на увазі. Деніел і Джессіка під час походу знаходять самотнє дерево бонсай і намагаються повернути його на гору, але поплічники Террі повертаються і гримлять упряжжю, через що Деніел і Джессіка втрачають рівновагу і гублять бонсай. Один із поплічників вимагає, щоб Деніел здав бонсай і зареєструвався на турнір, щоб вони з Джесікою залишилися живими. Зрештою поплічники ламають дерево бонсай, і Деніел передає докази Міяґі, який каже, що тепер він не може тренувати Деніела для турніру.
Деніел прямує в додзьо за порадою до Террі, який неохоче погоджується взяти Деніела під своє крило. Процес навчання перетворюється на жорстокий процес, який завдає серйозної шкоди особистості Деніела. Коли Деніел нападає на незнайомця в нічному клубі, який переслідував Джесіку, Деніел починає нарешті визнавати зміни у своїй особистості, перш ніж помиритися з Джесікою та Міяґі. Повернувшись до додзьо, Деніел повідомляє Террі, що не братиме участі в турнірі, де Террі нарешті розкриває свої справжні наміри, приводячи своїх поплічників, щоб атакувати Деніела. Зрештою Джон повертається з відпустки, і Міяґі втручається, щоб дозволити Деніел втекти.
У день турніру Джон і Террі планують перетворити своє додзьо на імперію чорного ринку, якщо Деніел зазнає поразки. Деніел доходить до фіналу, де він має битися з Майком Барнсом, лідером поплічників Террі. Майк здобуває гору над Денієлом, незважаючи на деякі незаконні дії. Фінальний раунд переходить у додатковий час зі смертельними наслідками, і Деніел настільки виснажений, що не хоче ризикувати далі. Зрештою Деніел перемагає, тим самим доводячи, що Джону та Террі не вдалося відродити своє додзьо.

## У ролях
| Актор                  | Роль                |
| ---------------------- | ------------------- |
| Ральф Маккіо           | Даніел ЛаРуссо      |
| Пет Моріта             | містер Кесуке Міяґі |
| Робін Лайвлі           | Джессіка Ендрюс     |
| Томас Йен Гріффіт      | Террі Сільвер       |
| Мартін Коув            | Джон Кріз           |
| Шон Кенан              | Майк Барнс          |
| Джонатан Евілдсен      | Снейк               |
| Ренді Хеллер           | Люсіль              |
| Вілльям Крістофер Форд | Денніс              |
| Пет Е. Джонсон         | рефері              |
| Рік Херст              | ведучий             |
| Френсіс Бей            | місіс Майло         |
| Джозеф В. Перрі        | дядя Луї            |
| Ян Тріска              | Мілош               |
| Діана Вебстер          | Маргарет            |